# Dicotiledonate
Dicotiledonatele sunt o clasă de plante a căror semințe au două cotiledoane, spre deosebire de monocotiledonate, care au doar unul.
Rolul cotiledonului este de a furniza energia pentru germinare, folosindu-și rezervele de amidon. Acesta se întâmplă înainte ca răsadul să devină independent și să producă primele frunze verzi. Fotosinteza din frunze preia sarcina de a furniza energia o dată ce resursele de energie din cotiledoane sunt epuizate.
Această clasă cuprinde mai multe familii: Magnoliaceae, Ranunculaceae, Rosaceae, Papilionaceae, Brassicaceae, Apiaceae, Chenopodiaceae, Fagaceae, Juglandaceae, Solanaceae, Asteraceae.

## Magnoliaceae
Axa florală lungă, dispunerea în spirală a unor părți ale florilor și vasele liberiene din lemn (celulele conducătoare de sevă) simple, marchează această familie ca fiind una primitivă pe scară evolutivă.
Reprezentanți: 
- magnolia: plantă originară din China; în România este cultivată ca plantă ornamentală.
- dafinul
- arborele de lalele
- arborele de scortișoară
- arborele de camfor

## Ranunculaceae
Fructul este o poliachenă (cu mai multe achene).
Reprezentanți:
- piciorul-cocoșului
- spânz (plantă medicinală)
- floarea-Paștelui
- bulbuci-de-munte (plantă ocrotită)
- bujor românesc

## Familia Rozacee
Fructul poate fi poamă, drupă, achenă, poliachenă, polidrupă.
Reprezentanți:
- măceșul
- zmeurul
- murul
- mărul
- părul
- gutuiul
- prunul
- cireșul
- păducelul
- porumbarul
- caisul
- piersicul
- migdalul

## Familia Leguminoase sau Papillonaceae
Plantele acestei familii prezintă flori zigomorfe în formă de papion. Fructul este o păstaie.
Reprezentanți
- mazărea (prezintă rădăcină cu nodozități cu bacterii fixatoare de azot)
- fasolea
- soia
- linte
- salcâmul (fruct cu păstaie)
- trifoiul
- lucerna
- arahide (după fecundație, floarea intră în pământ, unde produce păstaie)

## Apiaceae sau Umbileferae
Această familie are plante cu flori grupate în inflorescențe numite umbele (în același plan). Se mai numește și Umbelliferae. Fructul este o diachenă sau o cariopsă.
Reprezentanți
- morcov
- pătrunjel
- țelină
- leuștean
- mărar
- chimen

## Familia Brassicaceae sau Cruciferae
Aceste plante prezintă petalele așezate în cruce. 
Reprezentanți
- varza
- conopida
- gulia
- ridichea
- hreanul
- rapița
- muștarul
- traista-ciobanului
- micșuneaua

## Chenopodiaceae
Fructul este o achenă care se deschide la maturitate.
Reprezentanți
- sfecla de zahăr
- sfecla roșie
- loboda de grădină
- spanacul

## Fagaceae
- fagul (fructul se numește jir, e uleios)
- stejarul (ghindă, uleioasă)
- gorunul (frunza stejarului are lobii mai adânci, ghinda stejarului are peduncul, în timp ce a gorunului nu prezintă peduncul)
- castanul comestibil (frunză simplă, flori mici, galbene (florile bărbătești), roșii (florile femeiești))
- castanul sălbatic( flori albe în ciorchine și hermafrodite)